# Sundhultsbrunn
Sundhultsbrunn – miejscowość (tätort) w Szwecji, w regionie administracyjnym (län) Jönköping, w gminie Aneby.
Według danych Szwedzkiego Urzędu Statystycznego liczba ludności wyniosła: 301 (31 grudnia 2015), 315 (31 grudnia 2018) i 316 (31 grudnia 2019).